# Zoo de Lagos
Zoo de Lagos of Parque Zoológico de Lagos is een dierentuin bij Lagos, in het zuiden van Portugal. De dierentuin bevindt zich in de plaats Barão de São João.

## Geschiedenis
De dierentuin is ontstaan uit een boerderij die regelmatig door schoolklassen werd bezocht om dieren te bekijken. Hiervoor gingen de eigenaren van de boerderij voortdurend op zoek naar nieuwe, zeldzamere diersoorten en in 1997 begon de planning voor een 'echte' dierentuin. De dierentuin werd op 16 november 2000 geopend voor publiek. 

## Indeling en dieren
De dierentuin houdt ongeveer 350 diersoorten, voornamelijk zoogdieren en vogels, maar ook schildpadden en krokodillen. Het grootste gebied wordt ingenomen door een boerderij en een meer met apeneilanden. De dierentuin is te bereiken met een buslijn vanuit Lagos. Bij de ingang worden de bezoekers verwelkomd door een groot gorillabeeld.

## Fokprogramma's
Het park neemt deel aan meerdere internationale fokprogramma's en coördineert en beheert de EEP-stamboeken voor de zwartsnavelooievaar, de zilveroorneushoornvogel en het ESB-stamboek voor de Afrikaanse maraboe.

## Galerij

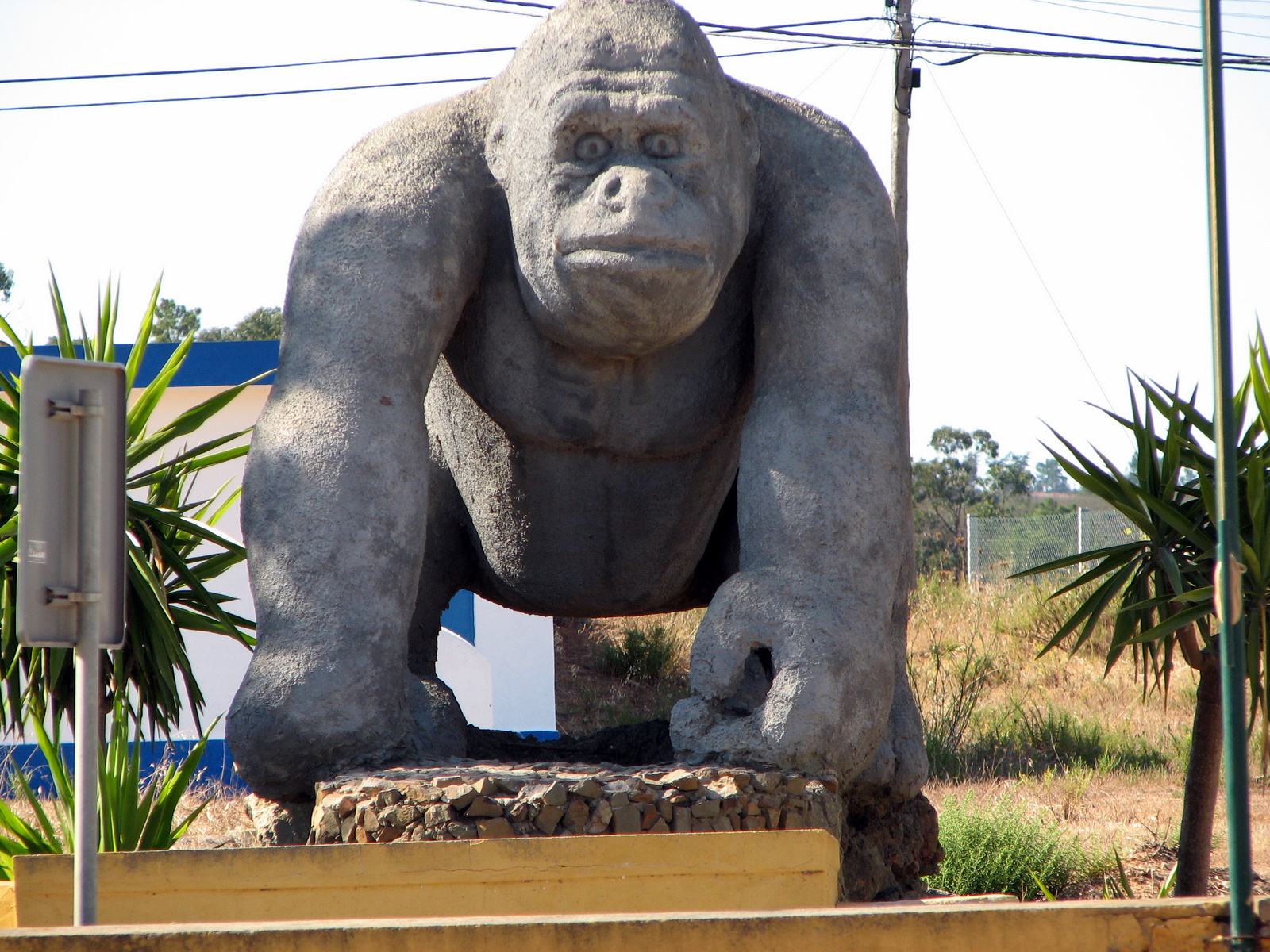
Het gorillabeeld
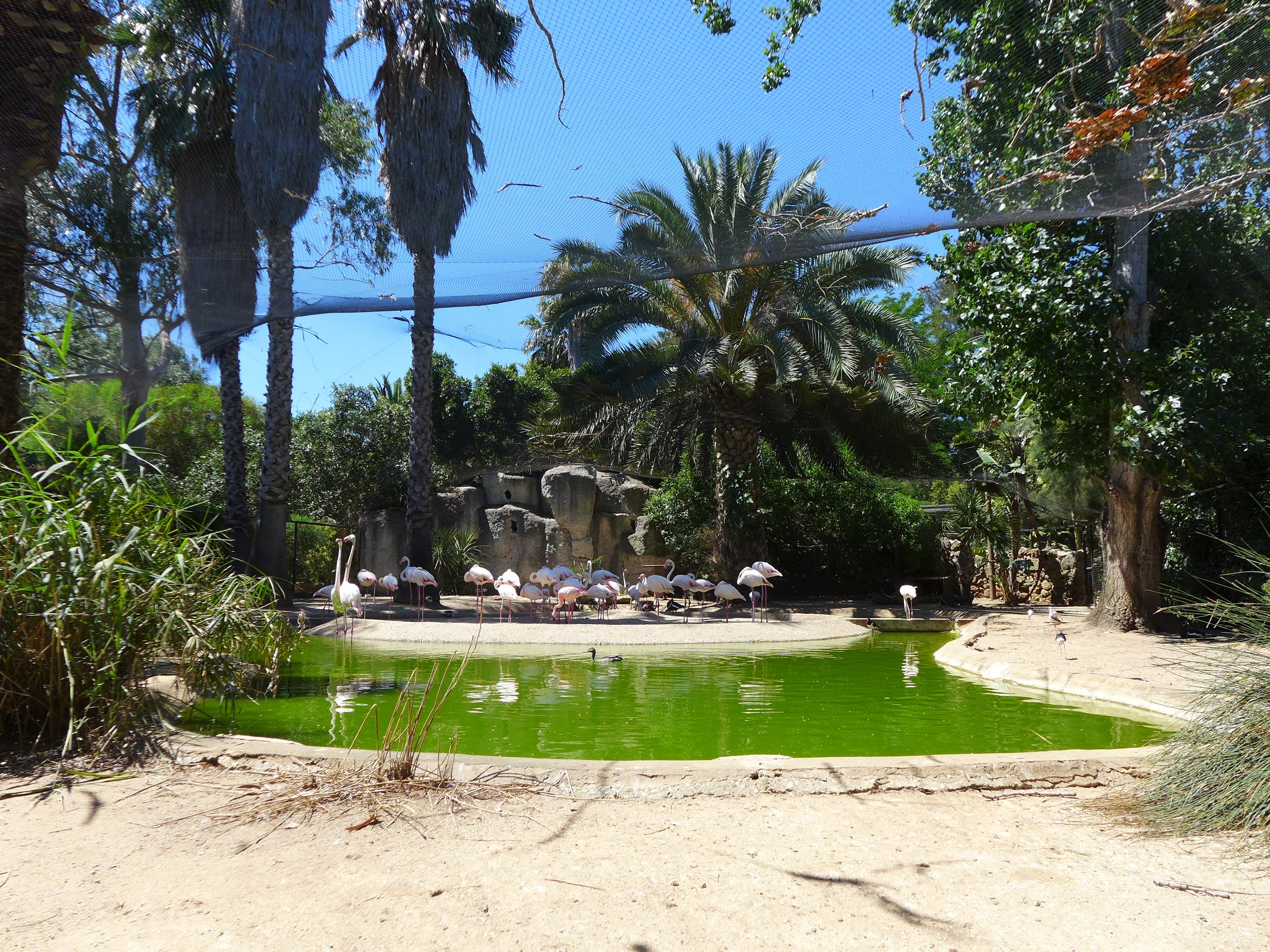
Flamingo's
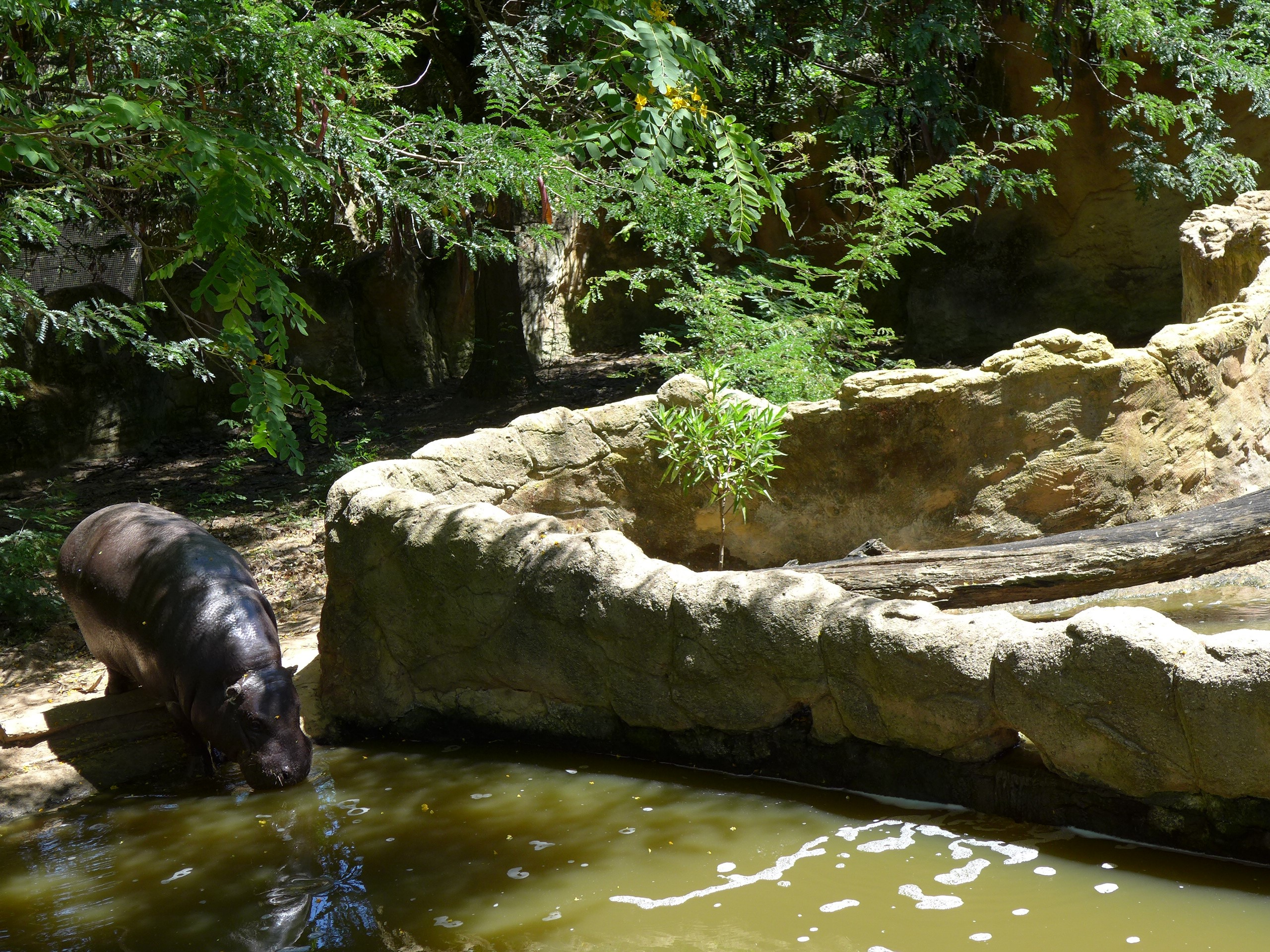
Dwergnijlpaard
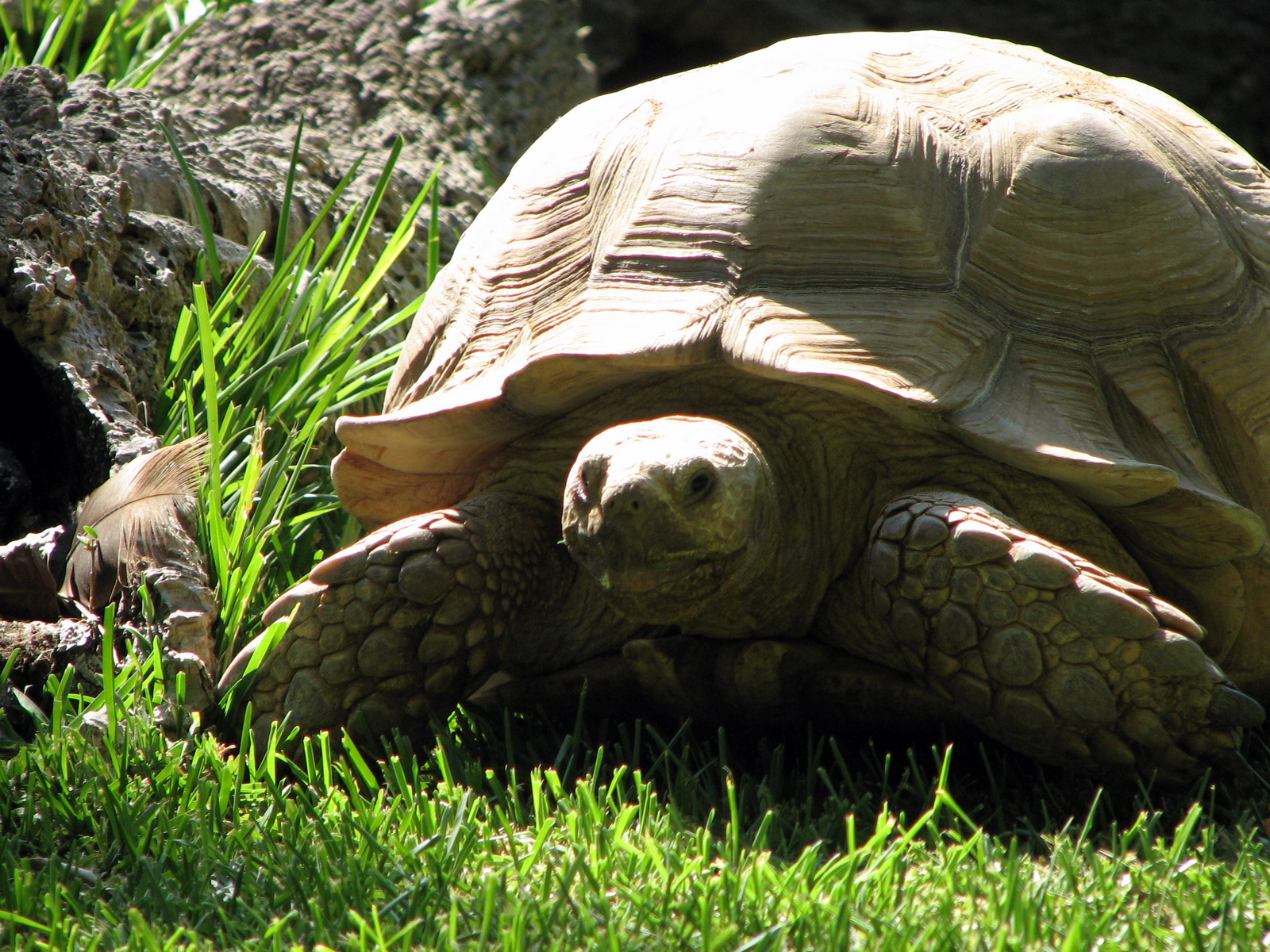
Schildpad
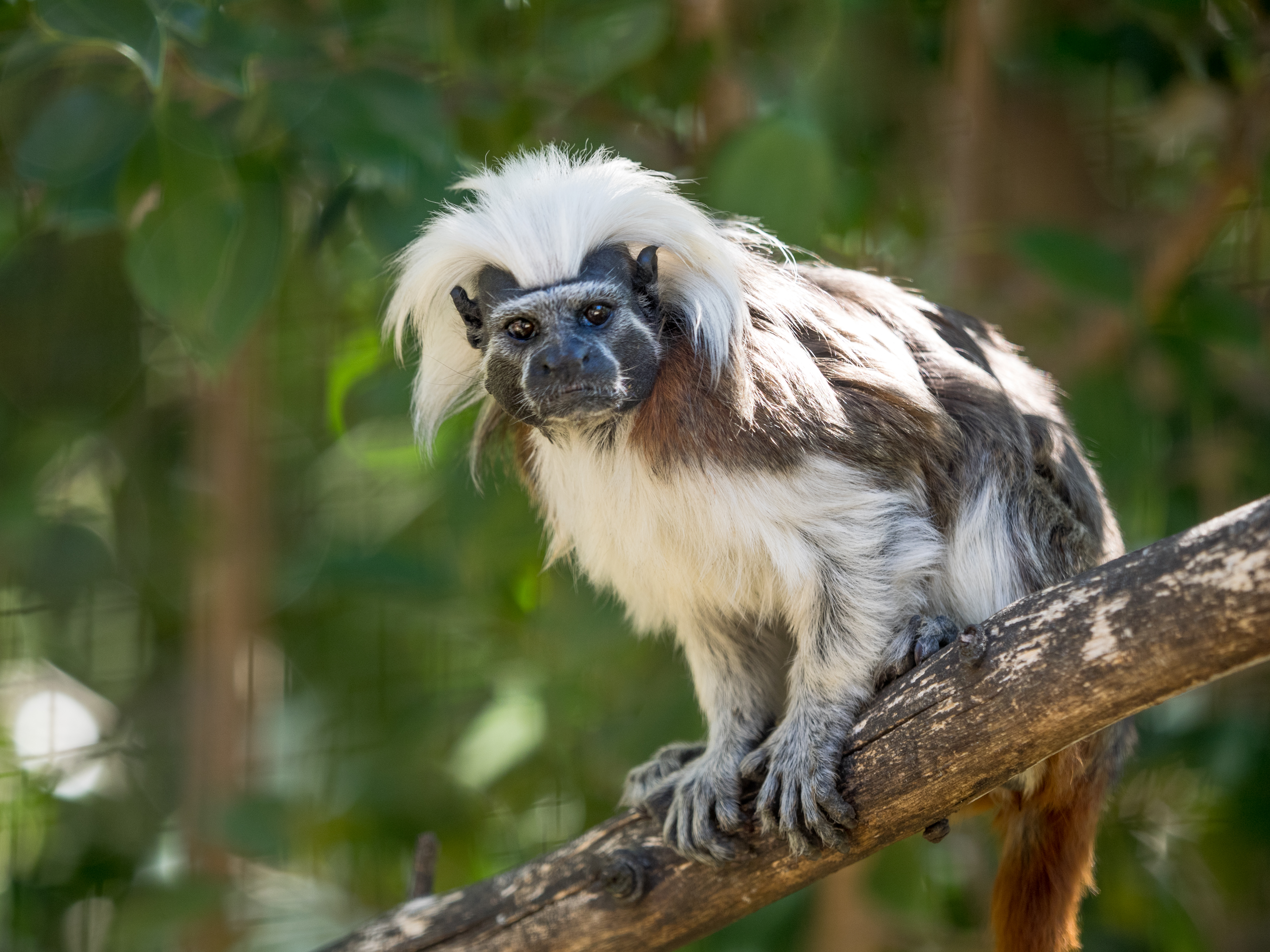
Pinché-aapje
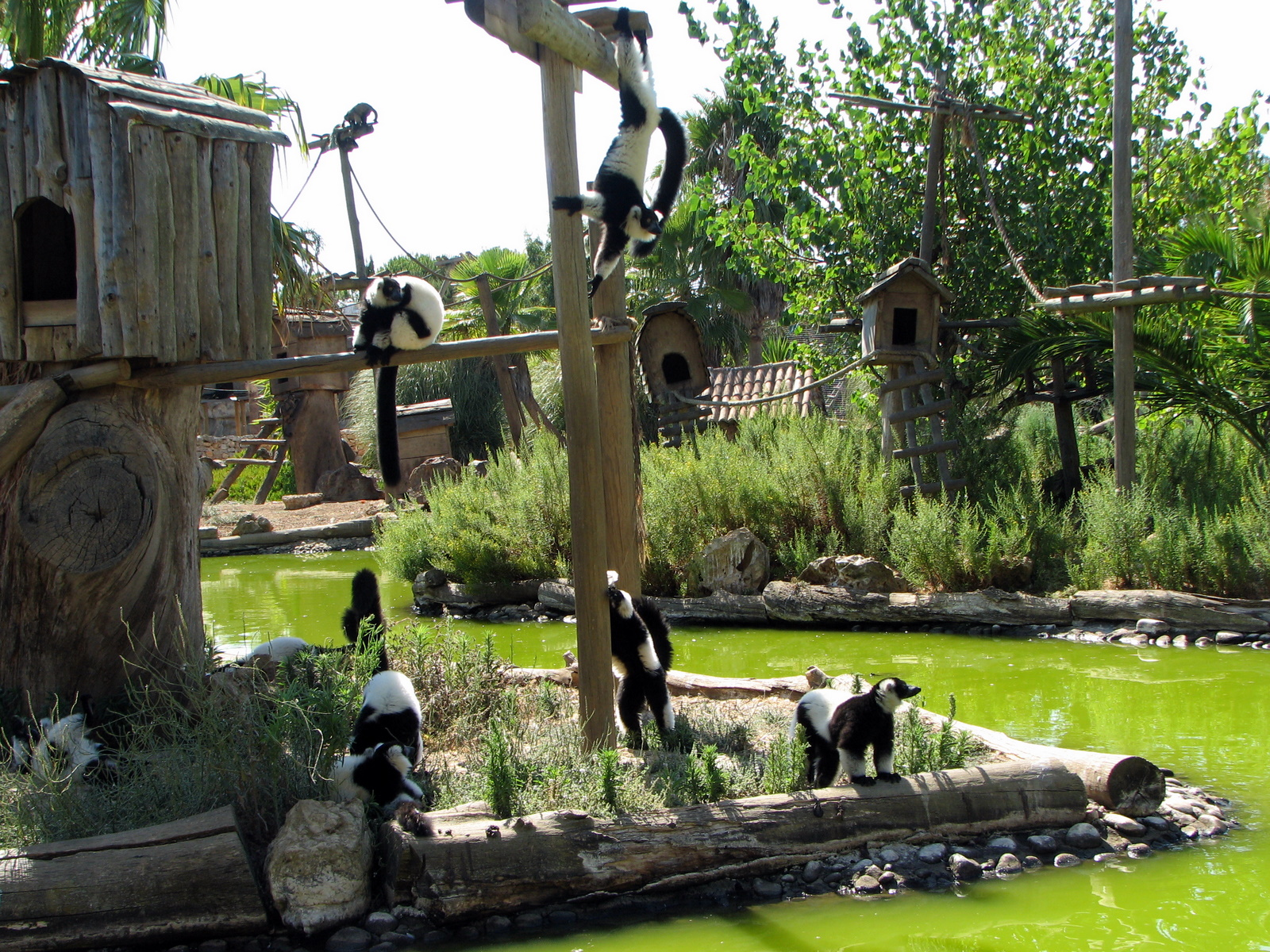
Apeneiland met vari's
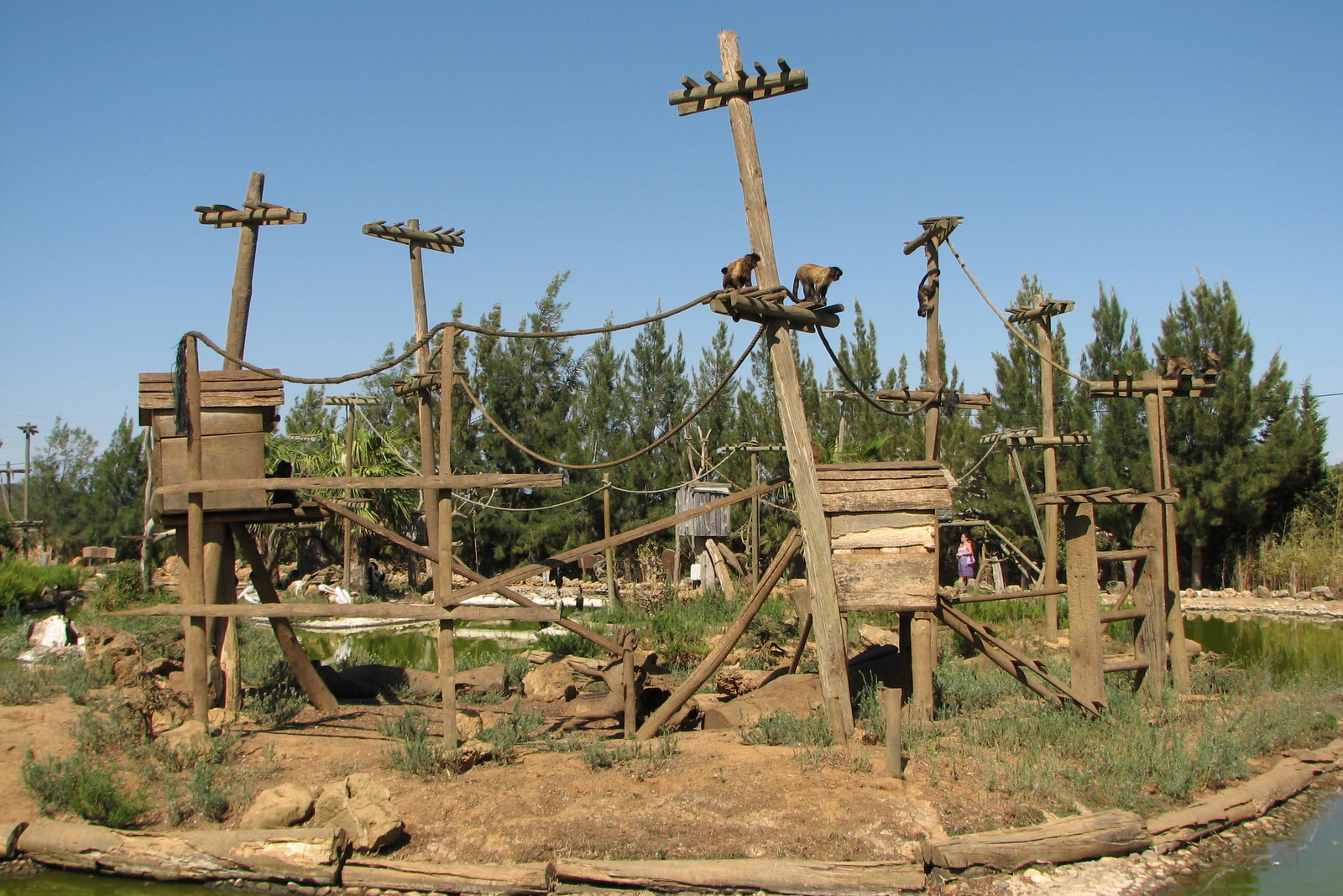
Apeneiland met kapucijnapen
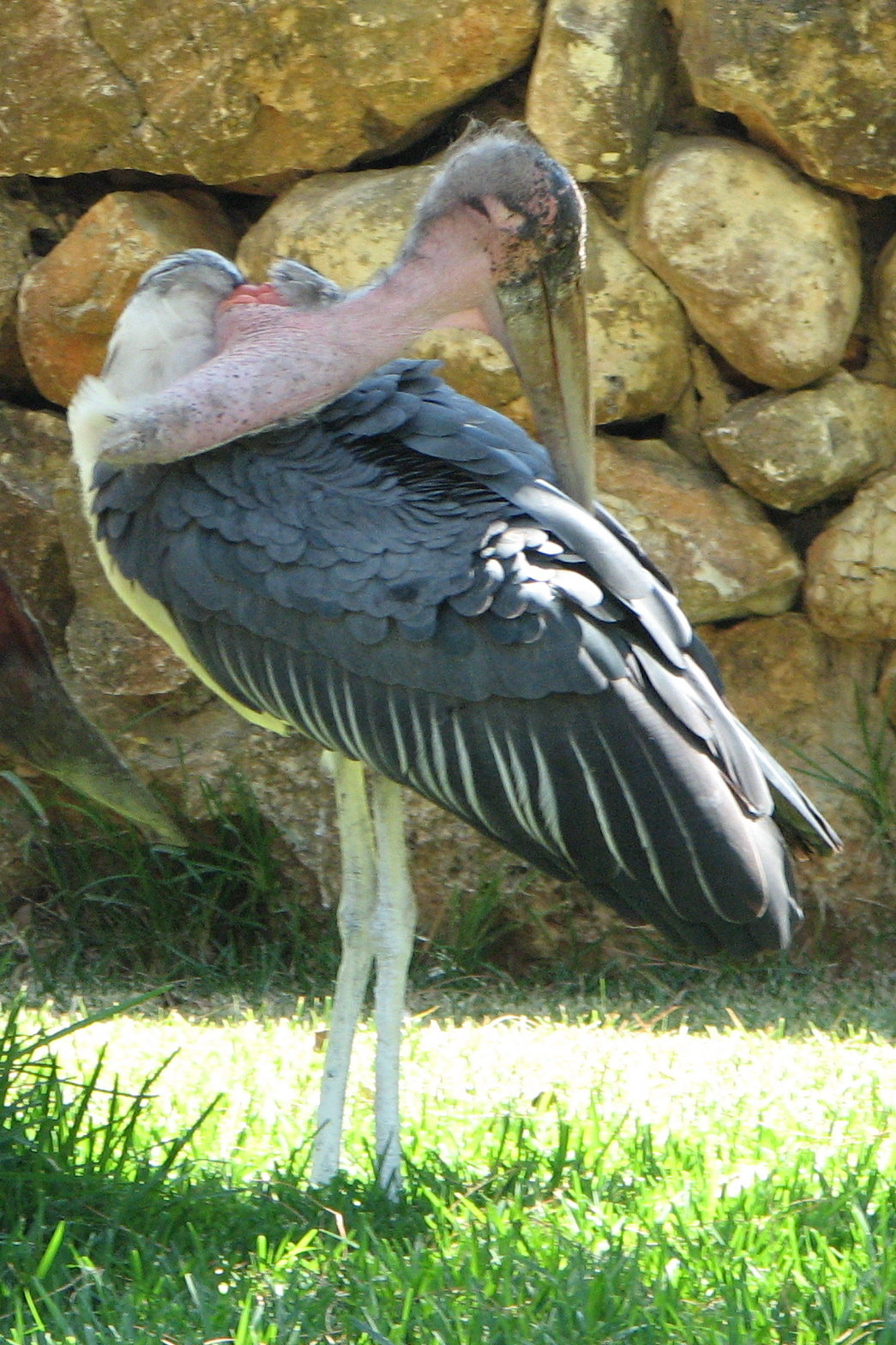
Afrikaanse maraboe
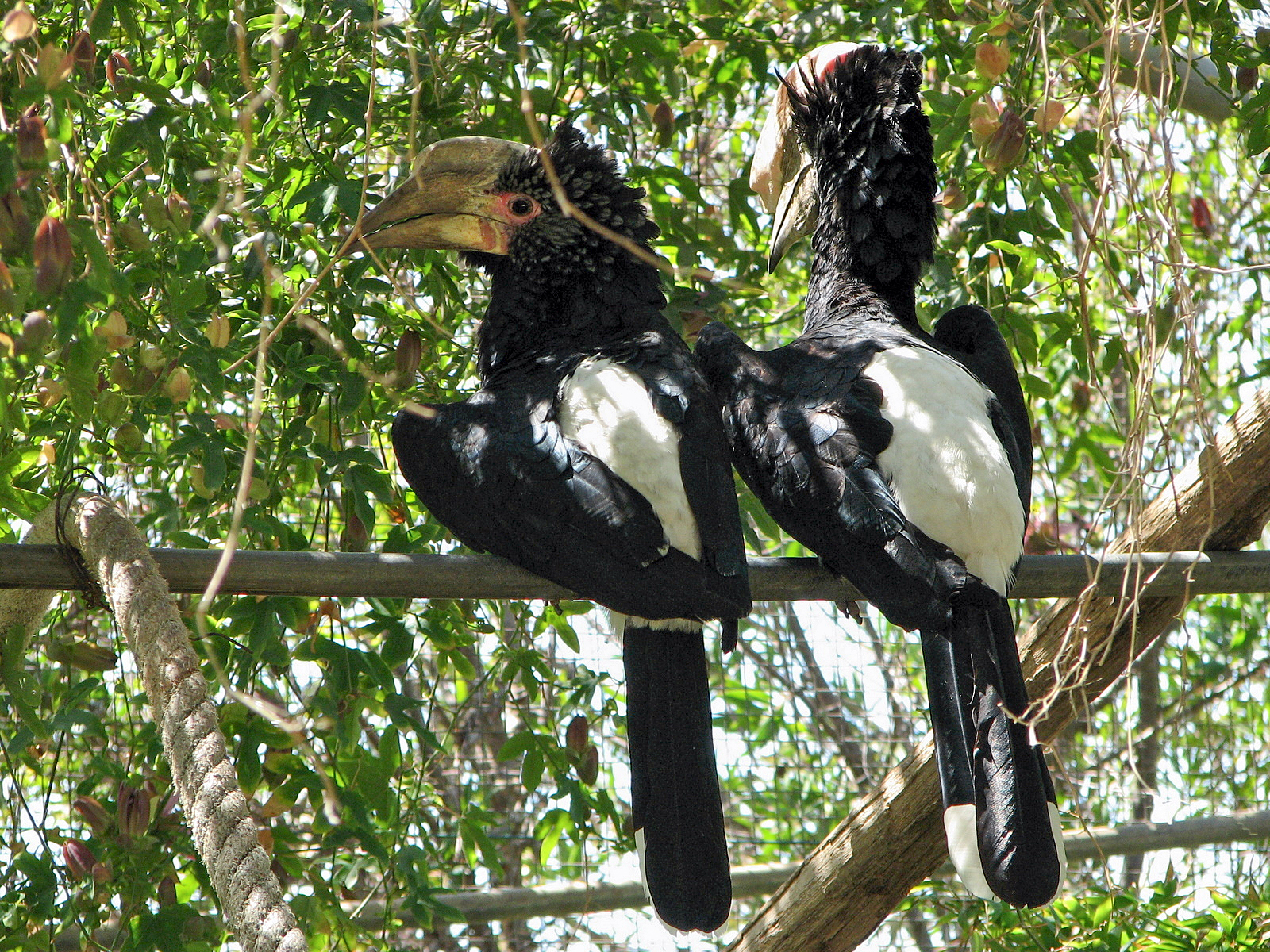
Zilveroorneushoornvogels
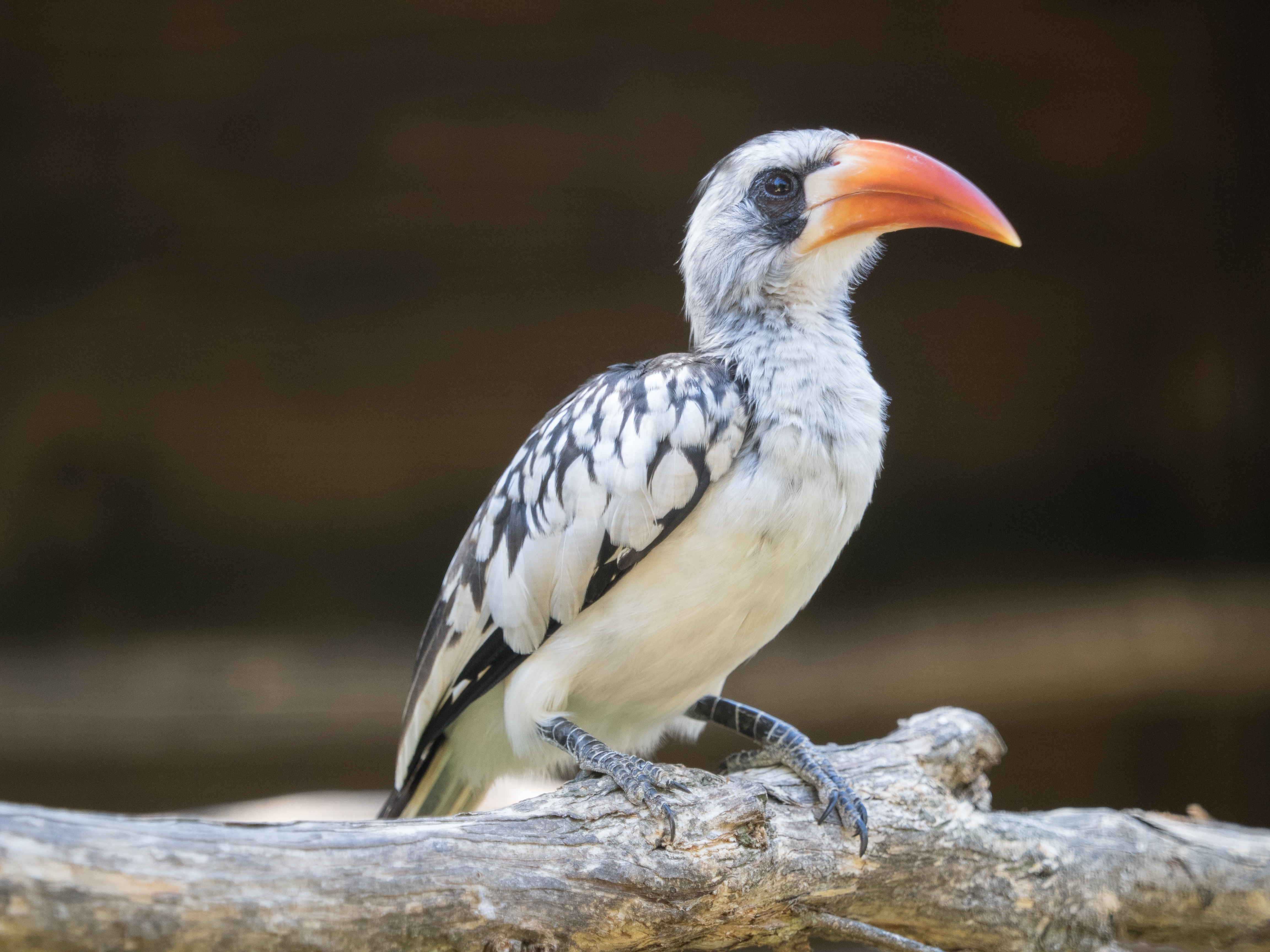
Von der Deckentok